# Anthony Wood
Anthony Wood ou Antony à Wood (17 décembre 1632 - 28 novembre 1695) est un antiquaire et biographe anglais.
Né à Oxford, il passe sa vie à explorer les archives d'Oxford, sa ville natale, et publie des ouvrages qui sont estimés pour leur exactitude : 
- Historia et antiquitates universitatis Oxoniensis, 1686-90, 2 volumes in-folio (en latin). Livre I de l'édition de 1674 en ligne. Livre II de l'édition de 1674 en ligne.
- Athenae Oxonienses (histoire des écrivains, évêques, etc. d'Oxford), 1691-92, in-folio (en anglais).